# Bekräftelse (psykologi)
Bekräftelse eller erkännande är ett mänskligt behov, baserat på individens förmåga till personlig identifikation. Behovet av bekräftelse och uppmärksammande av människans – viktiga – plats i gruppen präglar stora delar av mänskligt beteende.
- Betydelse – individens behov av stärkt gruppidentitet
- Psykologi – mänskligt behov, baserat på individens förmåga till personlig identifikation
- Sammanhang – grupp av människor, där individen är eller vill vara en del.

## Funktion

### Gruppvarelse
Inom psykologin ses behovet av bekräftelse som en grundläggande skillnad mellan människan som art och övriga djur. Människan har en utvecklat medvetet tänkande, där människor som individer är medvetna om sin roll i ett socialt sammanhang.
Människor som individer är ständigt på det klara med att det finns andra individer runt omkring, vilket leder till återkommande jämförelser. Individen är del av en eller flera grupper och jämför sig med andra medlemmar av gruppen. Bristande uppmärksamhet av de andra i gruppen kan leda till en känsla av underlägsenhet, något som i sig leder till  handlingar för att bli uppmärksammade (bekräftade). Om en sådan handling inte uppmärksammas av andra, avtar intresset för att ägna sig åt detta. Exempelvis fungerar kläder som markörer för att väcka andras uppmärksamhet.

### Konkurrens och erkännande
Som gruppvarelser är människor ständigt utsatta för andras konkurrens om uppmärksamhet och resurser. Konkurrensen leder till att individer utvecklar olika förmågor och färdigheter, en vilja att "prestera", och målet är en bekräftelse av egen duglighet och därmed en relativt sätt hög status inom gruppen. Ett erkännande av ens förmåga bör därför också vänta tills erkännandet är välmotiverat, det vill säga när någon förtjänar ett erkännande. Vissa personlighetsdrag eller personlighetsstörningar (inklusive narcissism och histrionism) karaktäriseras av överdrivet stort behov av bekräftelse, vilket ställer krav på omgivningen att rätt hantera en sådan person inom gruppen.
Hos barn kan behovet av uppmärksamhet leda till olika slags utåtriktade beteenden, exempelvis med ett vildare gungande i gungan. En vuxen person kan istället utmärka sig "statushöjande" genom dyra bilar, hus, vanor eller uppmärksammade prestationer.
Behovet av bekräftelse kan också handla om ett mer permanent erkännande. Man kan ägna stor energi och lång tid åt att lära sig eller tillverka något, om man vet att man kommer att bli socialt belönad för detta. Ett sådant erkännande kan genomföras genom utdelande av en utmärkelse eller liknande markering av erkännande för ens insats.

### Positivt och negativt
Längtan efter bekräftelse har ofta tydligt positiva effekter, eftersom individer anstränger sig för att lära och utföra saker som är nyttiga för dem själva och gruppen. Men ibland kan bekräftelsebehovet bli det centrala, och då kan vi bete oss först och främst för att nå andras aktning. Personer med låg självkänsla gör ofta saker där bekräftelsen är det centrala, oavsett vad personen själv vill eller skulle må bra av att göra.
Det moderna samhället fokuserar i hög grad på medialiserade uttryck, där det ofta känns viktigt att "synas". I den här världen, präglad bland annat av sociala medier, blir ofta själv manifesterandet av individens särart viktigare än själva särarten. Lättheten att kommunicera kan leda till en brist på eftertanke, vilket kan vara konfliktskapande och motverka samarbete. Man kan lätt börja imitera de redan etablerade högstatusindividerna i ett sökande efter att nå deras status. Detta fokus på spontan kommunikation utan eftertanke kan fungera som att leva i ett skyltfönster, vilket kan ta kraft från individens självförverkligande.